# Erhard Ragwitz
Erhard (Eberhard) Ragwitz (* 1. September 1933 in Königsberg i. Pr.; † 16. Dezember 2017 in Berlin) war ein deutscher Komponist und Hochschullehrer. Von 1986 bis 1989 war er Rektor der Hochschule für Musik Hanns Eisler Berlin.

## Leben
Ragwitz lernte als Autodidakt in seiner Kindheit Violine, Bandoneon und Klavier. Er besuchte eine Schule im sächsischen Colditz, wo er eine Instrumentalgruppe begründete und den Chor leitete. Entdeckt wurde er von Fritz Reuter, der ihm nach dem Abitur ein Musikstudium ermöglichte. Später war er ein Schüler von Ottmar Gerster. Ragwitz studierte Musikwissenschaften, Musikerziehung, Musiktheorie und Komposition an den Musikhochschulen Halle und Leipzig sowie am Institut für Musikerziehung der Martin-Luther-Universität Halle-Wittenberg.
1960 wurde er Assistent und Aspirant (bei Wilhelm Weismann), 1964 Lehrer und 1968 Dozent an der Hochschule für Musik in Leipzig. Vorübergehend war er auch als Prorektor für Lehre und Berufspraxis tätig. Ab 1973 lehrte er an der Hochschule für Musik Hanns Eisler Berlin das Fach Tonsatz. Von 1973 bis 1976 übte er das Amt des Direktors der Berliner Spezialschule für Musik aus. Von 1976 bis 1978 war er 1. Prorektor der Hochschule. 1978 übernahm er eine Professur für Komposition. 1981 wurde er Abteilungsleiter Komposition und Tonsatz. Als Nachfolger von Olaf Koch berief man ihn zum 19. September 1986 zum Rektor der Musikhochschule in Berlin-Ost. Nach einem Antrag der Ehrenkommission der Hochschule wurde ihm im November 1989 von der Senatsverwaltung für Wissenschaft und Forschung gekündigt.
Ragwitz war Zentralvorstandsmitglied des Verbandes der Komponisten und Musikwissenschaftler der DDR. Seit Anfang der 1960er Jahre trat er kompositorisch mit Orchester-, Kammer- und Vokalmusik (Kantaten, Chorwerke, Lieder, Bearbeitungen) hervor. 1981 brachte die Staatskapelle Weimar unter Rolf Reuter seine 1. Sinfonie und 1986 unter Oleg Caetani seine 2. Sinfonie zur Uraufführung.
Von 1971 bis 1974 fungierte Ragwitz, der Mitglied der SED war, als Kandidat der SED-Bezirksleitung Leipzig.
Von 1957 bis 1972 war er mit der Fachlehrerin für Musik Dorothea Ragwitz (1929–2019) verheiratet, mit der er zwei gemeinsame Kinder hatte. Er war ab 1972 verheiratet mit der Musikpädagogin und Kulturpolitikerin Ursula Ragwitz (1928–2020).

## Werke (Auswahl)
Orchestermusik
- Festliche Ouvertüre (1965)
- Suite (1965)
- Drei Sätze für Streichorchester (1967)
- Divertimento für Streichorchester und Pauken (1968)
- Sinfonia intrada (1975)
- Divertimento für Trompete, Streichorchester und Pauke (1979)
- Sinfonie (1980)

Klaviermusik
- Bagatellen (1961)
- 4 Kleine Klavierstücke (1961)
- Intermezzo marcota (1974)
- 2 Sonaten (1968, 1977)

Vokalmusik
- Song vom Klasseneinmaleins (Helmut Preißler, 1958)
- Lied vom Besserwissen (Helmut Preißler, 1958)
- Kantate der Freundschaft für Soli, Chor und Orchester (J. Wächtler, 1962)
- Zwei A-cappella-Chöre (1963)
- Frühling der Jugend (Rose Nyland, 1964)
- Johann-Sebastian-Bach-Poem für Alt-Solo, Chor und Kammerorchester nach Johannes R. Becher (1970)
- Liederzyklus „Das lachende Herz“ mit Streichern und Klavier nach Texten von Johannes R. Becher (1979)

## Diskographie (Auswahl)
- Sinfonie Nr. 1 op. 45 / Johann-Sebastian-Bach-Poem op. 28 / Drei Sätze für Streichorchester op. 22 (Nova, 1984) – Orchester der Komischen Oper Berlin und Rolf Reuter (Dirigent) / Rosemarie Lang (Alt), Rundfunkchor Leipzig, Collegium musicum Leipzig und Jochen Wehner (Dirigent) / Collegium musicum Leipzig und Jochen Wehner (Dirigent) – Aufnahme von 1983